# MV 아구스타 투리스모 벨로체
MV 아구스타 투리스모 벨로체(MV Agusta Turismo Veloce)는 MV 아구스타에서 2015년부터 생산 중인 모터사이클이다. 2013 EICMA에서 초연되었지만 제조업체가 겪고 있는 금융 위기로 인해 생산이 지연되었다.